# KSP Jürgen Engel Architekten
KSP Engel (Eigenschreibweise KSP ENGEL, bis 2021 KSP Jürgen Engel Architekten) ist ein deutsches Architekturbüro mit rund 300 Mitarbeitern unter der Leitung des Architekten Jürgen Engel. Mit Sitz in Braunschweig und Niederlassungen in Frankfurt am Main (der heute größten Niederlassung), Berlin, München, Peking, Shenzhen und Hamburg ist es dezentral organisiert und international erfolgreich tätig.

## Geschichte
Die Bürogeschichte begann 1935. Friedrich Wilhelm Kraemer besaß in den Jahren 1935 bis 1940 ein eigenes Architekturbüro in Braunschweig. 1960 gründete er zusammen mit den Braunschweiger Architekten Günter Pfennig und Ernst Sieverts das Büro Prof. Kraemer – Pfennig – Sieverts, kurz KPS. Mit dem Eintritt anderer Partner in den 1970er Jahren wurde das Büro in Prof. Kraemer Sieverts & Partner umbenannt, woraus sich der noch heutige Namensbestandteil KSP herleitet. Das Büro realisierte in den 1960er und 1970er Jahren zahlreiche Bürobauten in Deutschland. Die Bürogründer prägten gemeinsam mit weiteren Architekturlehrenden der TU Braunschweig den sachlich-funktionalen Stil der Nachkriegszeit (Nachkriegsmoderne), bekannt als Braunschweiger Schule.
Mit dem Eintritt des aus Düsseldorf stammenden Architekten Jürgen Engel kam es zu einer strategischen Neuausrichtung des Büros: 1990 machte sich Engel in Partnerschaft selbstständig und gründete im gleichen Jahr den Standort in Frankfurt am Main, die heute größte Niederlassung des Büros. Seit 1991 führt er in Partnerschaft mit Michael Zimmermann das Büro, das sie 1998 in KSP Engel und Zimmermann Architekten umbenennen. Ab den 1990er Jahren erhielt das Büro viel Beachtung durch nationale und internationale Wettbewerbsgewinne sowie die Realisierung wichtiger Großprojekte. Zu den bedeutendsten zählen das Dokumentationszentrum Bergen-Belsen, die Chinesische Nationalbibliothek in Peking, sowie die Große Moschee Algier, die drittgrößte Moschee der Welt.
Seit 2009 ist Jürgen Engel Alleininhaber des Büros KSP Jürgen Engel Architekten. 2015 wurde Sebastian Schöll zum geschäftsführenden Partner. Im Januar 2021 hat sich das Büro umfirmiert zu KSP Engel (Eigenschreibweise KSP ENGEL). Aktuell ist KSP Engel abermals als Architekt und Generalplaner für den Bau des neuen Sitzes der Europäischen Kommission in Luxemburg, seit 2014 im Bau, verantwortlich.

## Profil
Das Arbeitsspektrum reicht vom Städtebau über Architektur bis zum Produktdesign. Das Credo vom Büro lautet "Gute Architektur muss vom Menschen her gedacht sein, wirtschaftlich und wandlungsfähig sein. In einfachen, flexiblen Strukturen liegen die Chancen zukunftsweisender Bauten."

## Ausgeführte Planungen (Auswahl)

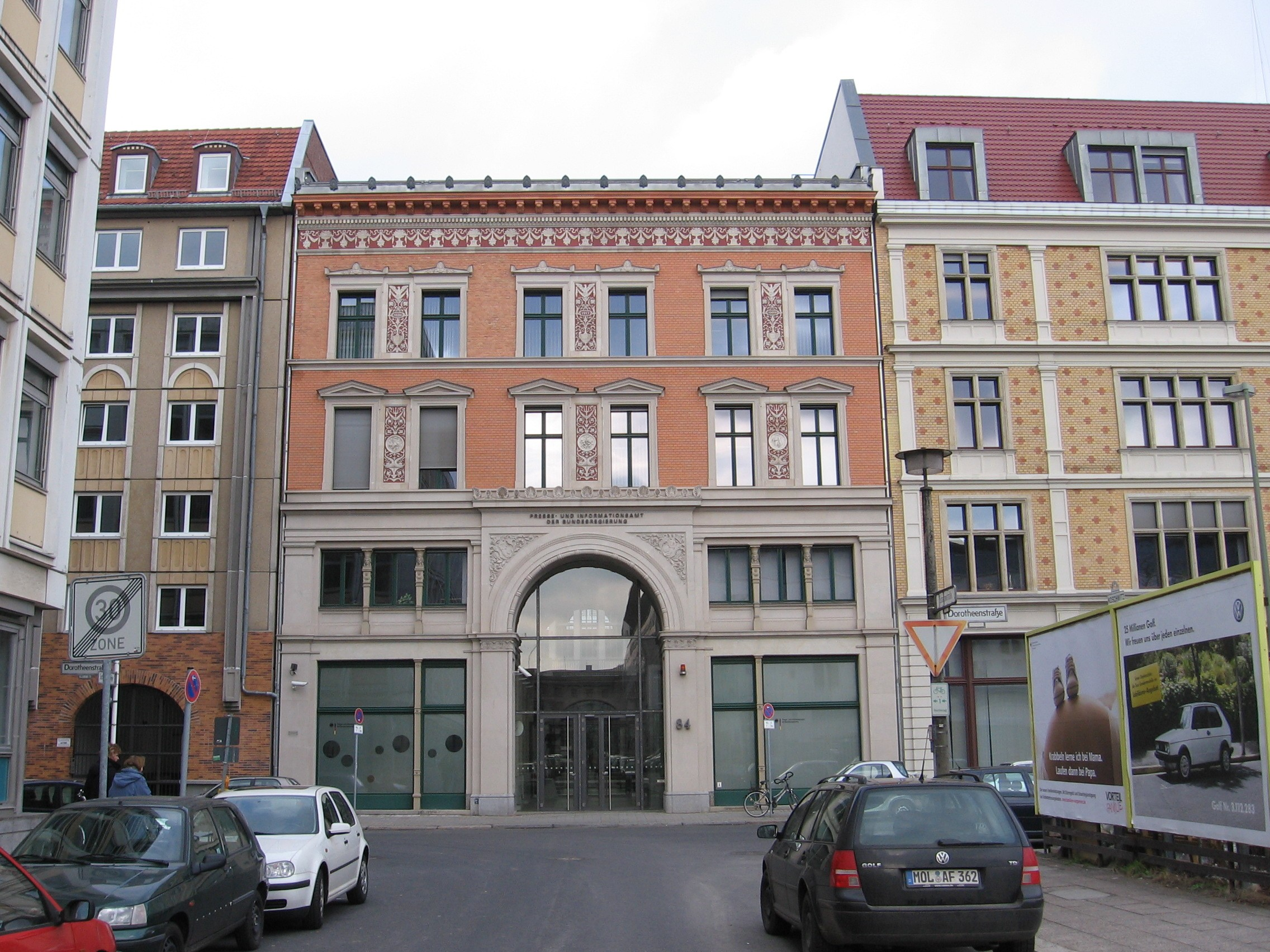
Presse- und Informationsamt der Bundesregierung

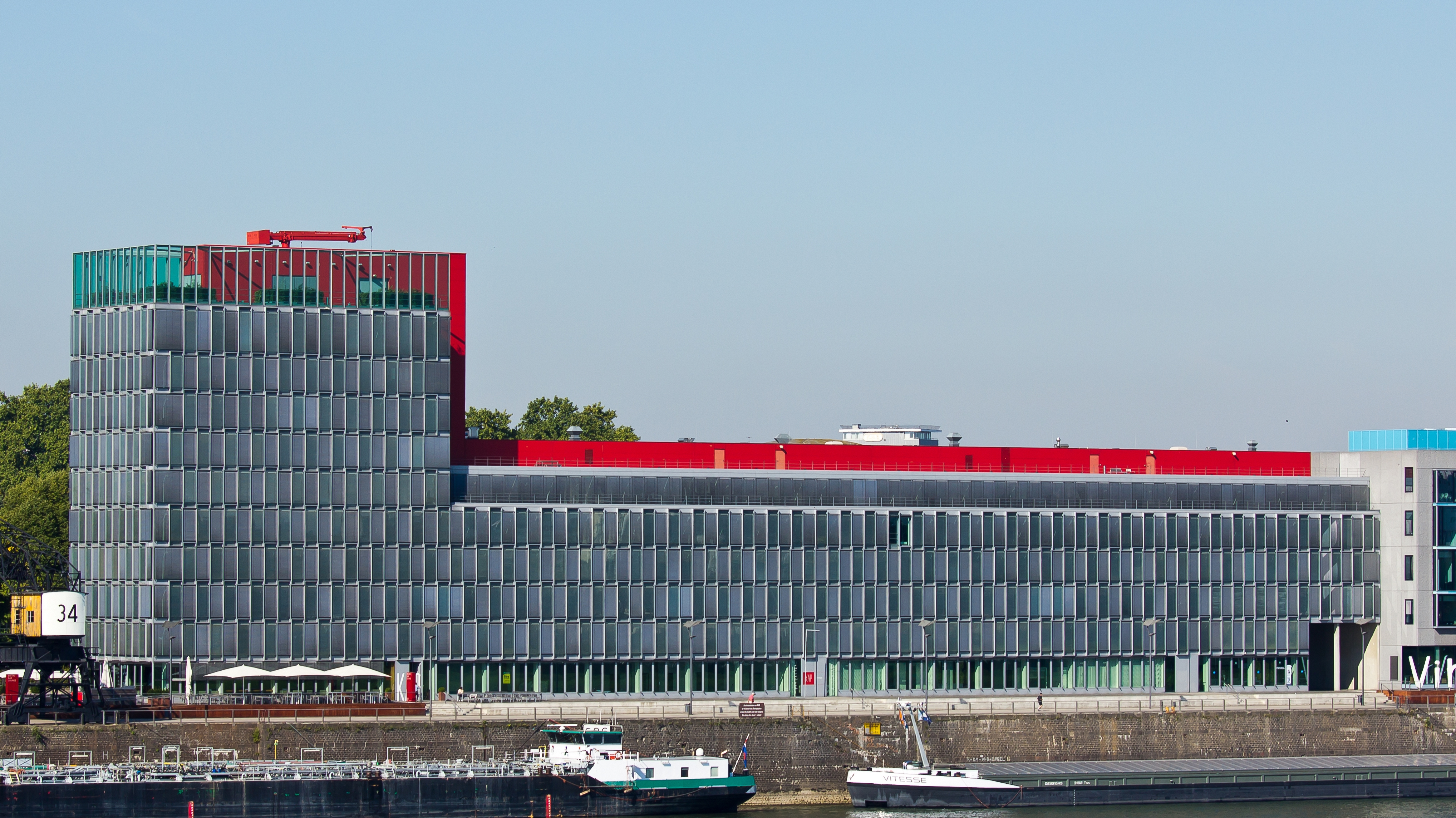
KAP am Südkai, Rheinauhafen Köln

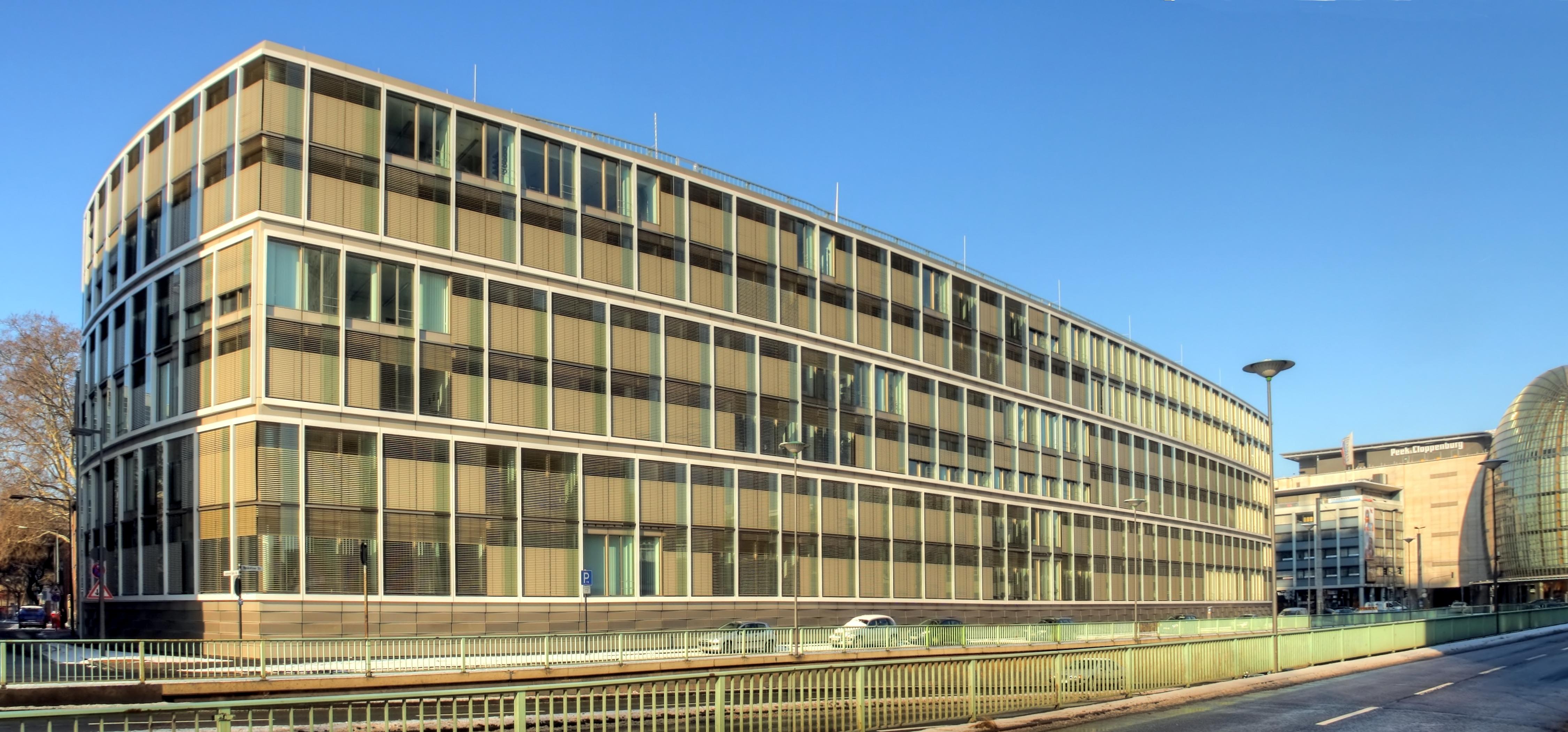
Cäcilium in Köln

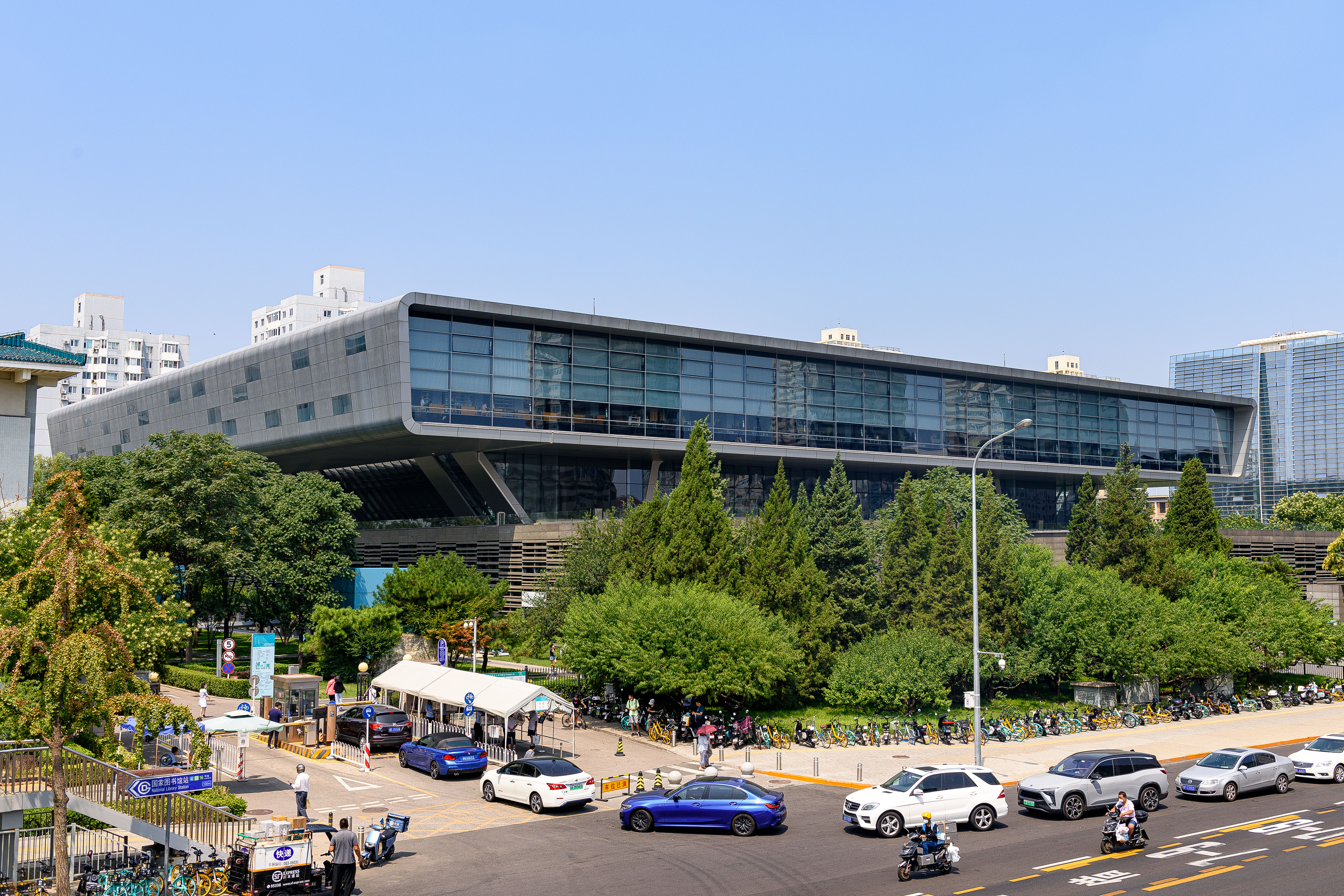
Neubau der Chinesischen Nationalbibliothek, Peking

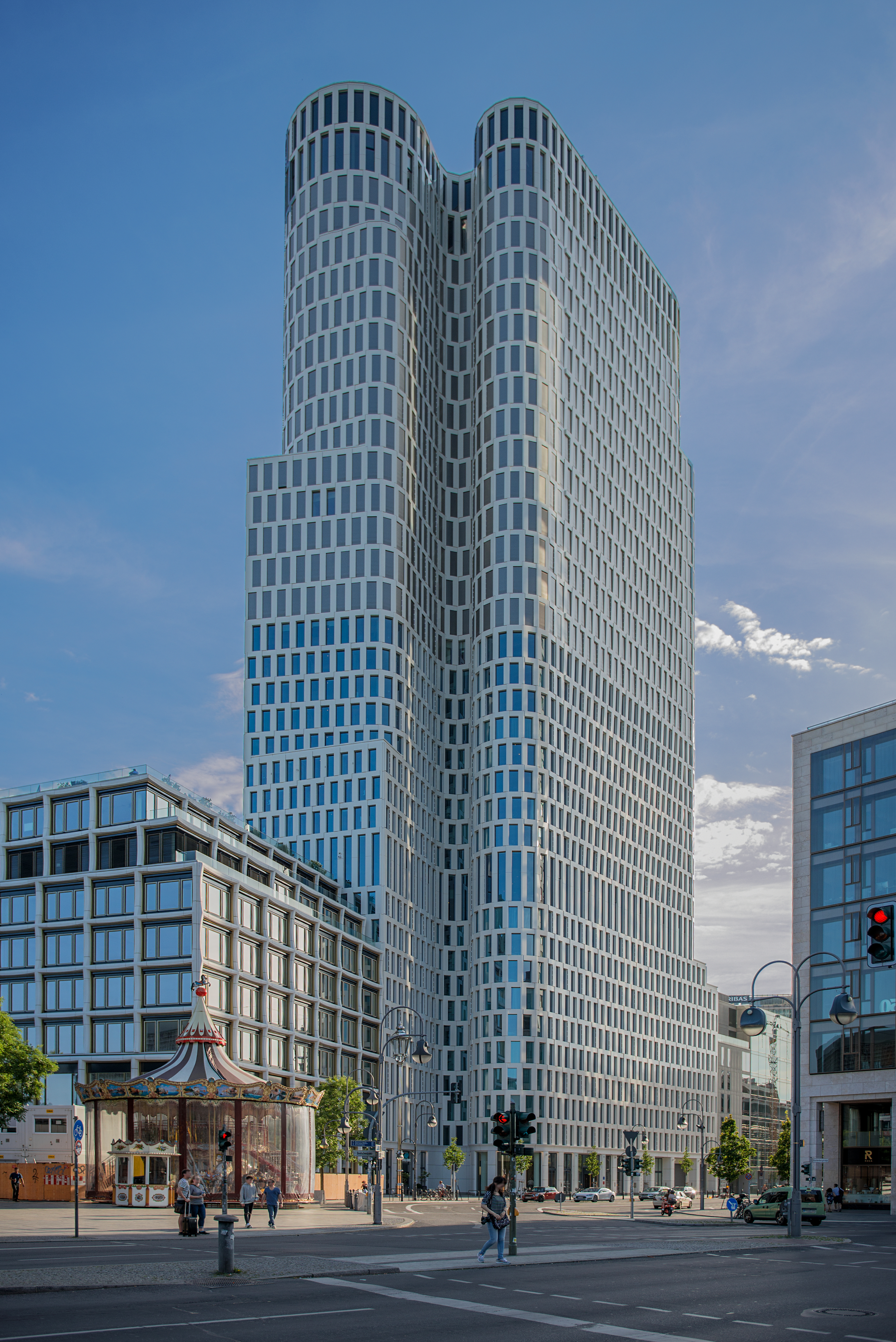
Berlin - Upper West

- 1993: CTC – Crew Training Center (ESA) in Köln-Porz
- 1995: Verwaltungsgebäude des Polizeipräsidiums Frankfurt am Main, mit anderen zusammen
- 1999: Servicezentrum Nassauische Sparkasse in Wiesbaden
- 1999: Sparkasse Offenbach (1999)
- 1995–2001: Presse- und Informationsamt der Bundesregierung in Berlin[4]
- 2003–04: KAP am Südkai, Rheinauhafen, Köln[5]
- 2006: WestendDuo in Frankfurt am Main[6]
- 2008: Neubau der Chinesischen Nationalbibliothek in Peking[7]
- 2009: Palaisquartier in Frankfurt am Main
- 2009: Cäcilium in Köln[8]
- 2010: Deutsche Börse Hauptquartier The Cube in Eschborn, Fertigstellung: Juli 2010[9]
- 2010: Jiangsu Provincal Art Museum in Nanjing
- 2011: Eisarena Bremerhaven in Bremerhaven
- 2011: Erweiterung Gymnasium Martino-Katharineum in Braunschweig
- 2012: Tianjin Art Museum in Tianjin
- 2012: Neubau der Chirurgie / Dermatologie – Universitätsklinikum Ulm
- 2016: Geldmuseum Erweiterung in Frankfurt am Main
- 2016: Hauptverwaltung Hamburg Süd in Hamburg
- 2017: Deutsche Bank Campus in  Frankfurt am Main
- 2017: Meixi Urban Helix in Changsha
- 2017: Neubau des Upper West in Berlin-Charlottenburg
- 2018: KPMG Headquarters, Berlin
- 2018: SAP Eschborn
- 2020: Große Moschee von Algier[10]. Fertigstellung ursprgl. geplant für 2015,[11] endgültig fertiggestellt 2020.[12]
- 2020: Maintor WinX in Frankfurt am Main
- 2020: GleisPark in Berlin

## Auszeichnungen (Auswahl)
- 2003: Immobilien Award für Deutsche Flugsicherung, Langen
- 2003: BDA-Preis Niedersachsen für Volkswagen Halle Braunschweig (engere Wahl)
- 2003: BDA-Preis Hessen für Nassauische Sparkasse, Wiesbaden
- 2008: Für den Bau des Dokumentationszentrums KZ Bergen-Belsen erhielt das Architekturbüro gemeinsam mit der Stiftung niedersächsische Gedenkstätten den Niedersächsischen Staatspreis für Architektur.
- 2008: Architekturpreis Beton
- 2012: Besondere Anerkennung zum Internationalen Hochhauspreis für WestendDuo[6]
- 2012: BDA-Preis Niedersachsen Neue Burg, Wolfsburg und Martino Katharineum-Gymnasium, Braunschweig Engere Wahl
- 2013: AKG-Auszeichnung „Herausragende Gesundheitsbauten 2013“ für Chirurgie I Dermatologie Universitätsklinikum Ulm
- 2014: BDA Hugo-Häring Auszeichnung für Chirurgie I Dermatologie Universitätsklinikum Ulm
- 2015: ICONIC Award, Winner, ELEMENTS Turmcarrée, Frankfurt/Main Kategorie "Interior - Hospitality"
- 2016: FIABCI Prix d'Excellence International für HumboldtHafenEins, Berlin
- 2018: BDA-Preis Hamburg, Hauptverwaltung Hamburg Süd, Hamburg – 1. Preis
- 2021: International Architecture Award für die Moschee Djamaâ el Djazaïr (Große Moschee Algier) in der Kategorie religiöse Bauwerke